# لويس مايدانا
لويس مايدانا (بالإسبانية: Luis Maidana)‏ مواليد 22 فبراير 1934 في الأوروغواي، هو لاعب كرة قدم أوروغوياني. يلعب كحارس مرمى. سبق له أن لعب في كأس العالم لكرة القدم مع منتخب بلاده.

## المسيرة الاحترافية

### أندية لعب لها
- بنيارول

## روابط خارجية
- لويس مايدانا على موقع الاتحاد الدولي (مؤرشف)  (الإنجليزية)
- لويس مايدانا على موقع الاتحاد الأوربي (الإنجليزية)
- لويس مايدانا على موقع قاعدة بيانات كرة القدم.إي يو (الإنجليزية)
- لويس مايدانا على موقع Soccerway.com (الإنجليزية)